# أميفا
بلدية أميفا (بالإسبانية: Amieva) هي بلدية تقع في منطقة أستورياس شمال غرب إسبانيا.

## الديموغرافيا
بلغ عدد سكان بلدية أميفا 804 نسمة عام 2011 (وفقاً للمعهد الوطني للإحصاء الإسباني).
| 958 | 927 | 889 | 868 | 847 | 815 | 804 |